# Beamten-Wohnungsverein für Hannover und Umgegend

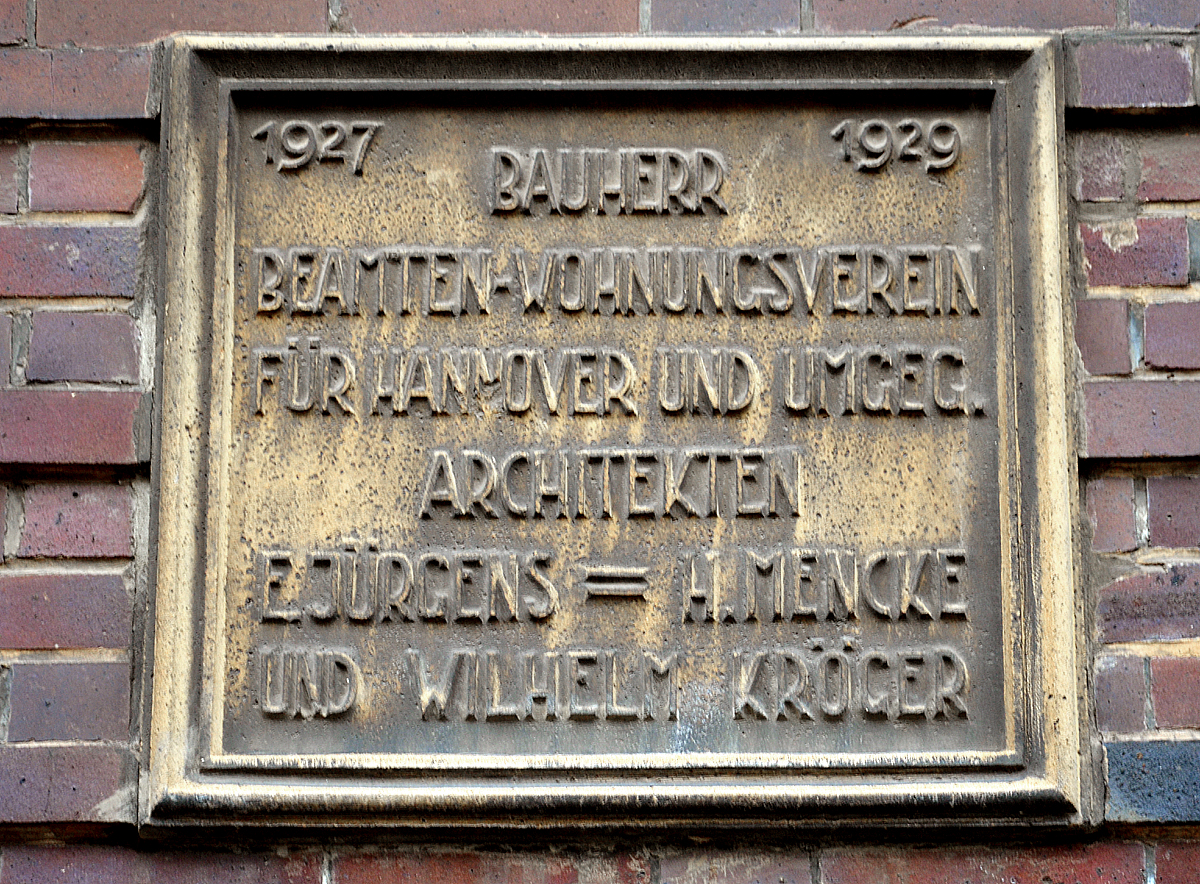
Tafel des Bauherrn an den 1927 bis 1929 durch die Architekten Eduard Jürgens, Hans Mencke und Wilhelm Kröger entworfenen Gebäude Waldstraße 8 Ecke De-Haën-Platz in Hannovers Stadtteil List

Der Beamten-Wohnungs-Verein für Hannover und Umgegend, auch Beamten-Wohnungsverein für Hannover und Umgegend oder kurz  Beamten-Wohnungsverein genannt, war eine als eGmbH organisierte Wohnungsbaugenossenschaft mit Sitz in Hannover.

## Geschichte
In zeitlichem Abstand zu dem während der Gründerzeit des Deutschen Kaiserreichs Ende des 19. Jahrhunderts gegründeten hannoverschen Spar- und Bauverein erfolgte die Eintragung des Beamten-Wohnungs-Vereins für Hannover und Umgegend mit anfangs 1881 Personen erst im Jahr 1900. Einer der Mitbegründer der Vereinigung war der Landeskultur-Obersekretär Heinrich Dittmer (* 2. September 1862 in Ebstorf; † 7. Juli 1932 in Hannover).
Die nunmehr zweite Wohnungsbaugenossenschaft in Hannover begann ihre Bautätigkeit schon im selben Jahr mit der Anlage der „[...] Wohnkolonie Waldheim.“ Hierfür entstand ab 1900 der Bebauungsplan für eine Kolonie von Villen durch verschiedene Architekten, darunter Alfred Sasse, der – soweit bekannt – speziell die Pläne für die 1902 bis 1904 errichteten Gebäude in der Liebrechtstraße 40 bis 50 lieferte.
Die Aktivitäten des Beamten-Wohnungsvereins stießen allerdings nicht bei jedermann auf ungeteilten Beifall: So legte beispielsweise der ebenfalls in Hannover beheimatete Haus- und Grundbesitzerverein zu Hannover im Jahr 1908 die Petition Nummer 36 bei der Ersten Kammer des Preußischen Landtags, dem Preußischen Herrenhaus ein mit dem Ziel, das hohe Haus solle dem Beamten-Wohnungsverein für Hannover und Umgegend eine bereits in Aussicht gestellte zweite Hypothek doch bitte verwehren und zukünftig größere Zurückhaltung bei der Unterstützung dieser Genossenschaft walten lassen.
Zur Zeit der Weimarer Republik war der „Beamtenwohnungsverein“ gemeinsam mit privaten Bauherren Auftraggeber für die Wohnsiedlung am De-Haën-Platz, der nach Vorgaben des Stadtbauamtes unter Karl Elkart und nach Plänen der Architekten Eduard Jürgens, Hans Mencke, Wilhelm Kröger und Friedrich Wilhelm Schick in den Jahren von 1927 bis 1929 im Stadtteil List errichtet wurde.

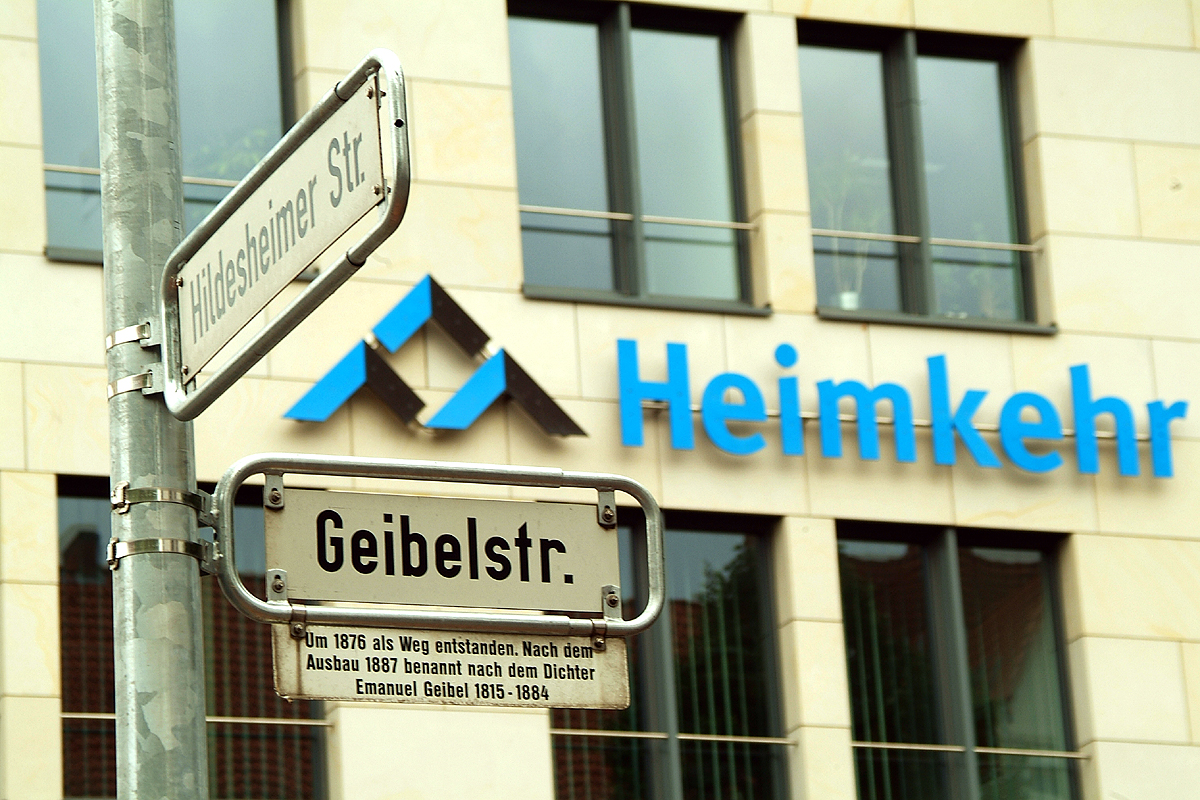
Logo am Sitz der Wohnungsgenossenschaft Heimkehr an der Geibelstraße Ecke Hildesheimer Straße in der Südstadt von Hannover

Der Beamten-Wohnungs-Verein für Hannover und Umgebung e. G.m.b.H., Hannover verschrieb noch zur Zeit des Nationalsozialismus und bis in den Zweiten Weltkrieg hinein verzinsliche Schuldurkunden. 1943, zugleich das Jahr der verheerendsten Luftangriffe auf Hannover, schlossen sich der Beamten-Wohnungs-Verein und andere Wohnungsgenossenschaften wie etwa der Spar- und Bauverein Wülfel und Umgebung am 23. April 1943 zur heutigen Wohnungsgenossenschaft Heimkehr zusammen.

## Dittmerstraße
Die 1935 im Stadtteil Waldheim angelegte Dittmerstraße, die von der Roßkampstraße zur Waldheimstraße führt, ehrt seitdem den Mitbegründer des Beamten-Wohnungsvereins Heinrich Dittmer.

## Archivalien
Archivalien von und zu dem Beamten-Wohnungsverein für Hannover und Umgegend finden sich beispielsweise
- im Niedersächsischen Landesarchiv (Standort Hannover):
  - unter dem Titel Dittmer, Heinrich, geb. 02.09.1862, Landeskulturobersekretär; für die Laufzeit von 1892 bis 1932 in der Abteilung Generalkommission, Landeskulturamt, Oberpräsidium Hannover/Landeskulturabteilung, Signatur NLA HA Hann. 148 Acc. 53/65 Nr. 17/3[12]
  - unter dem Titel Beamten-Wohnungs-Verein für Hannover und Umgebung als „[...] Antrag auf Gewährung von Zinsnachlaß für staatliche Baudarlehen für 1938“; für die Laufzeit 1938, Band 3 des Dez. 311, Signatur NLA HA Hann. 180 Hannover b Nr. 1/3[13]